# Yeh Embang
Yeh Embang is een bestuurslaag in het regentschap Jembrana van de provincie Bali, Indonesië. Yeh Embang telt 7078 inwoners (volkstelling 2010).